# Герб Козьмодемьянска
Герб муниципального образования «Город Козьмодемьянск» является официальным символом города  Козьмодемьянска, символом суверенных прав и достоинства города, представительского статуса, единства его территории и нрав, исторического значения.
Ныне действующий герб утверждён 25 мая 2005 года.

## Описание герба
В червленом (красном) поле золотой лук с тремя положенными накрест золотыми стрелами.

## История

### Герб Козьмодемьянска (1781)

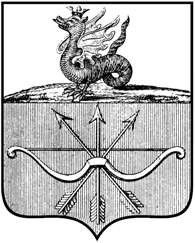
Герб Козьмодемьянска (1781)

18 октября 1781 года именным указом императрицы Екатерины II по докладу Сената об утверждении гербов городам Казанского наместничества был утверждён первый герб города. Герб Козьмодемьянска имел традиционную форму городских гербов — боевой щит, так называемой французской формы, прямоугольный, с овально закруглёнными нижними углами и с остриём в середине нижней части. В верхней части герба — на белом поле — чёрный дракон с золотой короной и красными крыльями — символ Казанской губернии (см. Зилант) и свидетельство вхождения города Козьмодемьянска в её состав. В нижней части:
```

```

 в красном поле золотой лук и на нем положенные того же металла три стрелы в знак того, что жители сих мест оное орудие с отменным искусством употребляют. 
.

### Герб Козьмодемьянска (1970)

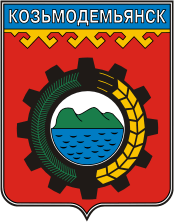
Герб Козьмодемьянска (1970)

В 1970 году был утвержден новый герб города, автором которого стал В.А. Барышкин. Герб имел следующее описание:

 В червленом щите черное зубчатое колесо, обремененное справа стилизованной зеленой хвойной ветвью, слева стилизованным золотым колосом, окружает зеленые холмы на серебряном фоне, выходящие из лазуревых волн. В законченной главе щита на лазуревом поле наименование города серебром, сопровождаемое внизу золотым национальным орнаментом.
Символика герба говорит, что промышленный город Козьмодемьянск располагается на территории Горномарийского района, славящегося своими лесами и богатыми сельскохозяйственными угодьями.